# (4374) Tadamori
(4374) Tadamori ist ein Hauptgürtelasteroid, der am 31. Januar 1987 von Kenzō Suzuki und Takeshi Urata am Observatorium in Toyota (IAU-Code 881) entdeckt wurde.
Der Asteroid wurde nach dem japanischen Militärkommandanten Taira no Tadamori (1096–1153) benannt.